# آرنه فان غيلدر
آرنه فـان غيلدر هو لاعب جمباز بهلوانية ‏ بلجيكي، ولد في 13 نوفمبر 1997 في لوفان في بلجيكا.